# Mama (Rusia)
Mama (del ruso: Ма́ма) es una posiólok ubicada al noreste del óblast de Irkutsk, Rusia, a la orilla del curso alto del río Vitim, un afluente del Lena.

## Demografía
| Gráfica de evolución de Mama entre 1959 y 2020 |
|                                                |
| ВПН.                                           |

## Transporte
Aeropuerto de Mama.